# 웨스트도싯

웨스트도싯의 위치

웨스트도싯(영어: West Dorset)은 잉글랜드 도싯주에 위치한 비도시 자치구로 중심 도시는 도체스터이며 인구는 100,474명(2014년 기준), 면적은 1,081.5km2이다.